# Adrien Bletton
Pour les articles homonymes, voir Bletton.
Adrien Bletton est un acteur, chanteur et musicien franco-québécois.

## Biographie

### Enfance et formation
Adrien Bletton débute dans le milieu théâtral et musical à l'âge de sept ans. Il étudie le théâtre et la communication au collège Jean-de-Brébeuf entre 2002 et 2004, puis continue au Cours Florent entre 2004 et 2005, avant d'être diplômé de l'École nationale de théâtre du Canada en 2010 et du Conservatoire d'art dramatique de Montréal (cours de doublage) en 2012.

### Vie privée
Il partage sa vie avec l'actrice et compositrice québécoise Eliane Préfontaine. Outre sa vie d'acteur, Adrien Bletton est un multi-instrumentiste qui compose au sein du groupe Gustafson.

## Filmographie

### Cinéma
- 2012 : Champions gomme balloune (court-métrage) : / Entraîneur
- 2013 : Chasse au Godard d'Abbittibbi : JLG (voix hors-champs)
- 2014 : Baader (court-métrage) : Andreas Baader
- 2019 : Fabuleuses : Sébastien
- 2019 : Sur la montagne (court métrage) : Adrien
- 2021 : La Contemplation du mystère : Théophile St-Pierre

### Télévision
- 2011 :Toute la vérité : Pierre-Antoine
- 2011 : Tout sur moi : Stéphane Lapointe
- 2013 : Rêves d'acteurs : Bel homme
- 2014 :Trauma : Résident Marc-Andre Campeau
- 2014 : L'Auberge du chien noir : Candidat journaliste
- 2016 : Les beaux malaises : Animateur
- 2017 : Victor Lessard : Louis-Charles Rivard
- 2017 : Lâcher prise : L'acheteur
- 2018 : Conseils de famille : Juan Pablo Vargas, Comte de Manchego
- 2018 : Le jeu : Paul Champagne
- 2019 : La maison bleue : Damien
- 2021 : Bête noire : Pédiatre
- 2022 : Avant le crash : Jonathan
- 2025 : Empathie : Émilien Delcourt

## Théâtre
- 2011 : Le Dindon :Commissaire et musicien / Normand Chouinard / TNM
- 2011 : Opéra de Quat'Sous : Constable Smith et musicien / Collectif / TNM
- 2014 : Disparitions : Etienne / André Gélineau / Théâtre du Double Signe inc.
- 2014 : Un verre de crépuscule : Tom / Frédéric Sasseville / École nationale de théâtre
- 2014 : TROIS : Adrien / Mani Soleymanlou / Orange Noyée
- 2015 : Le Ishow (tournée Valenciennes) : Adrien / Les petites cellules chaudes
- 2015 : Le progrès (tournée Valenciennes) : Adrien / OFFTA
- 2015 : On ne badine pas avec l'amour : Musset - Narrateur / Claude Poissant / Théâtre Denise-Pelletier
- 2016 : Le songe d'une nuit d'été : Ouvreur et Fée Graine de Moutarde / Frédéric Bélanger / Théâtre Advienne que pourra
- 2016 : Gustafson : Adrien / Sophie Cadieux / Théâtre de Quat'sous
- 2020 : Prélude à La nuit des rois : Comédien / Fondation Théâtre du Nouveau Monde
- 2021 : Les sorcières de Salem : Thomas Putnam et Ézechiel Cheever / Edith Patenaude / Théâtre Denise-Pelletier
- 2022 : La nuit des rois : Valentin / Fondation Théâtre du Nouveau Monde / Frédérique Bélanger

## Doublage
La liste indique les titres québécois

### Cinéma

#### Longs métrages
- Adam Driver dans :
  - Le Lieu secret (2016) : Paul Sevier
  - Silence (2016) : le père Francisco Garupe
  - Opération infiltration (2018) : Flip Zimmerman
  - La Saga Gucci (2021) : Maurizio Gucci

- Kumail Nanjiani dans :
  - Mike et Dave cherchent compagnes pour mariage (2016) : Keanu
  - Mal d'amour (2017) : Kumail
  - Combat de profs (2017) : l'officier Mehar

- Charlie Hunnam dans :
  - Le Roi Arthur : La Légende d'Excalibur (2017) : le Roi Arthur
  - Papillon (2017) : Henri Charrière dit « Papillon »
  - Les Gentlemen (2020) : Raymond

- Joel Fry dans :
  - Yesterday (2019) : Rocky
  - Au cœur de la Terre (2021) : Martin Lowery
  - Cruella (2021) : Jasper Badun

- Clément Sibony dans :
  - Le voyage de cent pas (2014) : Jean-Pierre
  - La Marche (2015) : Jean-Louis

- Logan Marshall-Green dans :
  - Snowden (2016) : Catfish
  - Spider-Man : Les Retrouvailles (2017) : Jackson Brice / le premier Shocker

- Macon Blair dans :
  - Or (2016) : Connie Wright
  - La Chasse (2020) : Envoy

- Ser'Darius Blain dans :
  - Jumanji : Bienvenue dans la jungle (2017) : Anthony « Fridge » Johnson
  - Jumanji : Le Prochain Niveau (2019) : Anthony « Fridge » Johnson

- 2013 : La Cité des ténèbres : La Coupe Mortelle : Magnus Bane (Godfrey Gao)
- 2013 : Le Cinquième Pouvoir : Marcel Rosenbach (Alexander Beyer)
- 2014 : Vampire Académie : Dimitri Belikov (Danila Kozlovski)
- 2014 : L'Épreuve : Le Labyrinthe : Albi (Aml Ameen)
- 2014 : La Captive : Teddy (Brendan Gall)
- 2015 : Chapeau noir : Alex Trang (Andy On)
- 2015 : Une Nuit au Musée : Le Secret du Tombeau : chevalier Lancelot (Dan Stevens)
- 2015 : Ant-Man : Darren Cross / Yellowjacket (Corey Stoll)
- 2015 : NWA: Straight Outta Compton : Dr. Dre (Corey Hawkins)
- 2015 : La Reine-Garçon : comte Johan Oxenstierna (Lucas Bryant)
- 2015 : La vague : Jacob Vikra (Arthur Berning)
- 2016 : Everybody Wants Some!! : Glen McReynolds (Tyler Hoechlin)
- 2016 : Elvis and Nixon : Jerry Schilling (Alex Pettyfer)
- 2016 : Ben-Hur : Jacob (Yasen Atour)
- 2016 : Sully : capitaine Vincent Lombardi (lui-même)
- 2016 : Loving : Bernard « Bernie » S. Cohen (Nick Kroll)
- 2016 : Au-delà de soi : Rod (George Tchortov)
- 2016 : L'État libre de Jones : lieutenant Barbour (Bill Tangradi)
- 2017 : La Femme du gardien de zoo : Maurycy Fraenkel (Iddo Goldberg)
- 2017 : Le Post : Anthony Essaye (Zach Woods)
- 2017 : L'Affaire Roman J. : Carter Johnson (Amari Cheatom)
- 2018 : Tomb Raider : Lu Ren (Daniel Wu)
- 2018 : Les Sentinelles du Pacifique : Xue Gang Tou (Liu Ye)
- 2018 : Bohemian Rhapsody : Brian May (Gwilym Lee)
- 2018 : Rives du Pacifique : La Révolte : Nate Lambert (Scott Eastwood)
- 2018 : Mary Poppins est de retour : Jack (Lin-Manuel Miranda)
- 2018 : Deadpool 2 de David Leitch : Shatterstar (Lewis Tan)
- 2018 : Mission : Impossible - Répercussions : Erik (Wes Bentley)
- 2018 : La Brigade des 12 : Sergent-chef Fred Falls (Austin Stowell)
- 2018 : Garçon effacé : Henry (Joe Alwyn)
- 2018 : Millénium : Ce qui ne me tue pas : Mikael Blomkvist (Sverrir Gudnason)
- 2018 : Déchaînée : Diego Garcia (Juan Pablo Raba (en))
- 2018 : À la porte de l'éternité : Théo van Gogh (Rupert Friend)
- 2018 : Stockholm : Vincent (Christopher Wagelin)
- 2018 : Twisted : Tyler (Morgan Kelly)
- 2018 : Cible 22 : Li Noor (Iko Uwais)
- 2019 : Charlie et ses drôles de dames : Peter Fleming (Nat Faxon)
- 2019 : Vers les étoiles : capitaine Lawrence Tanner (Donnie Keshawarz)
- 2019 : Aladdin : Jafar (Marwan Kenzari)
- 2019 : Anna : Leonard « Lenny » Miller (Cillian Murphy)
- 2019 : John Wick : Chapitre 3 - Parabellum : le Grand Maître (Said Taghmaoui)
- 2019 : Les Quatre Filles du docteur March : Pr Friedrich Bhaer (Louis Garrel)
- 2019 : L'Incroyable Aventure de Bella : Taylor (Motell Gyn Foster)
- 2019 : La loi de la rue : Leon Duffo (Nickola Shreli)
- 2019 : Queen and Slim : Slim (Daniel Kaluuya)
- 2019 : L'intrus : Mike (Joseph Sikora)
- 2020 : L'Homme invisible : Adrian Griffin (Oliver Jackson-Cohen)
- 2020 : La section rythmique : Keith Proctor (Raza Jaffrey)
- 2020 : Assiégés : capitaine Robert Yllescas (Milo Gibson (en))
- 2020 : Percy : Peter Schmeiser (Luke Kirby)
- 2020 : Minuit moins six : sergent Simmons (Kevin Eldon (en))
- 2020 : Emma : George Knightley (Johnny Flynn)
- 2021 : Le chevalier vert : Sire Gauvain (Dev Patel)
- 2021 : Les Éternels : Kro (Bill Skarsgård) (voix)
- 2021 : Le Dernier Duel : Adam Louvel (Adam Nagaitis)
- 2022 : Mort sur le Nil : Dr Windlesham (Russell Brand)
- 2022 : Jackass toujours : Poopies (Sean "Poopies" McInerney)

#### Films d'animation
- 2016 : Moana : voix additionnelles
- 2017 : Coco : Héctor
- 2019 : Angry Birds : Le film 2 : Garry Cochon
- 2019 : Georges le petit curieux : Singe royal : Ted
- 2021 : Raya et le Dernier Dragon : Dang Hai / un marchand
- 2023: Wish: King Magnifico

### Télévision

#### Téléfilms
- Matthew Kevin Anderson dans :
  - 2015-2020 : Enquêtes gourmandes (The Gourmet Detective) : Munro
    - 2015 : Enquêtes gourmandes : Meurtre au menu
    - 2015 : Enquêtes gourmandes : Meurtre quatre étoiles
    - 2016 : Enquêtes gourmandes : Meurtre al dente
    - 2017 : Enquêtes gourmandes : Festin mortel
    - 2020 : Enquêtes gourmandes : Le secret du chef

- Marcus Rosner dans :
  - Une idylle d'Automne (2016) : Marco Deluca
  - Une idylle d'été (2017) : Marco Deluca
  - Restaurer la vérité : Cadre parfait pour un meurtre (2017) : Stephen Davison
  - Une idylle de Saint-Valentin (2019) : Marco Deluca

- Cole Vigue dans :
  - 2019-2021 : Aurora Teagarden : Davis Mettle
    - 2019 : Aurora Teagarden : Mystère en série
    - 2021 : Aurora Teagarden : Les secrets oubliés
    - 2021 : Aurora Teagarden : Meurtre au bord du lac

- Kyle Gatehouse dans :
  - Anne aux pignons verts (2016) : M. Phillips
  - Anne, la Maison aux Pignons Verts : Sous une bonne étoile (2017) : M. Phillips

- Trevor Donovan dans :
  - Épousez-Moi À Noël (2017) : Johnny Blake
  - Romance des neiges (2021) : Justin O'Neill

- 2012 : La Vengeance de Gina : Mark Jensen (Paul Hopkins)
- 2016 : Saint-Valentin pour toujours : Gavin (Damon Runyan)
- 2018 : L'année de tous les mariages : Jake (Tyler James Williams)
- 2019 : Silence radio : détective Fiore (Marc Senior)
- 2019 : Aurora Teagarden : Un héritage mortel : Cade McCourt (Preston Vanderslice)
- 2020 : Tous les chemins mènent à Noël : Max Cooper (Greyston Holt)
- 2021 : Le Concours de Noël : Ben (John Brotherton)
- 2021 : Près des yeux, près du cœur : Nick Rivera (Marco Grazzini)
- 2022 : Vous pouvez embrasser la demoiselle d'honneur : Geoff (Mitch Myers)

#### Séries télévisées
- 2012 : Finies les parades : Potty Perowne (Tom Mison)
- 2013 : Les Borgia : Vitelezzo Vitelli (Abraham Belaga)
- 2013 : Solitaire : Alec Laszlo (Joshua Sasse)
- 2013-2020 : Vikings :  le voyant (Sejðmaðr) (John Kavanagh)
- 2014-2016 : Morsure : Clayton Danvers (Greyston Holt)
- 2015 : Aminata : Lieutenant Waters (Armand Aucamp)
- 2015 : Toutankhamon : L'Enfant roi : Lagus (Iddo Goldberg)
- 2015-2016 : Retour à Cedar Cove : Seth Gunderson (Corey Sevier)
- 2017 : Bellevue : Sid Oak (Raphael Grosz-Harvey)
- 2017-2018 : Frontières : Douglas Brown (Allan Hawco)
- 2017-2018 : 21 Thunder : L'équipe du tonnerre : Stefan Arnaud (Kevin Claydon)
- 2018 : Dre Mary : mort sur ordonnance : détective Frank Gaines (Lyriq Bent)
- depuis 2018 : Animal Kingdom : Craig Cody (Ben Robson)
- 2019 : Dernière escale : Dr Mackay (Raoul Bhaneja (en))
- 2019-2021 : Le Fardeau de la preuve : Billy Crawford (Peter Mooney)
- 2022 : Obi-Wan Kenobi : le Grand Inquisiteur (Rupert Friend)

#### Séries télévisées d'animation
- 2014-2015 : Dr. Pantastique : Philippe
- depuis 2016 : Sous les mers : Fiction
- 2019-2020 : Kingdom Force : Luka